# Antonio Valeriano
Antonio Valeriano (v. 1521–1605) était un colon mexicain, érudit nahuatl et homme politique. Il collabora avec Bernardino de Sahagún à la création du Codex de Florence : « l'Histoire générale des choses de la Nouvelle-Espagne » en douze volumes. Il fut gouverneur de sa ville, Azcapotzalco, puis de Tenochtitlan, dans la colonie espagnole de la Nouvelle-Espagne.
Il est connu comme étant l'auteur du Nican mopohua relatant les apparitions de la Vierge à Mexico en 1531 à l'Indien Juan Diego Cuauhtlatoatzin.

## Biographie
Naissance
Antonio Valeriano est né vers 1524 à Azcapotzalco. Sa date de naissance exacte est inconnue. Elle est obtenue par calcul à travers différents éléments biographiques. Mais le résultat obtenu est incertain car il dépend de la combinaison de diverses probabilités quant au moment et à l’âge auxquels Valeriano a commencé ses études au Collège de Santa Cruz de Tlatelolco (en) et à son âge probable au début de sa carrière politique. Karttunen (en) positionne sa date de naissance « au début des années 1530 », d'autres historiens l'ont mise dans les années 1520, par exemple Miguel León-Portilla donne une fourchette de 1522-1526. Rodrigo Martínez Baracs suggère « 1524? ».
Étudiant et universitaire
Antonio de Valeriano intègre le  Colegio de Santa Cruz de Tlatelolco (en) (à Mexico), et il est considéré comme « l'élève le plus accompli du collège ». Comme pour les autres élèves du collège, Valeriano a appris l’écriture en nahuatl, en espagnol et en latin. Bernardino de Sahagún a désigné Valeriano comme « l'un de mes collaborateurs ... un collégien expert en grammaire. Le principal et le plus connu d'entre eux était Antonio de Valeriano d'Atzcapoltzalco ». Il a également été félicité par le franciscain Fra Juan Bautista, qui a préservé la dernière lettre que Valeriano lui a écrite en latin. Valeriano y dit que « mes mains tremblent, mes yeux sont troublés et mes oreilles sont fermées » (manus namque vacillant, oculi calignant, et aures occlusae) et il signe la lettre en disant « Votre très aimant, mais indigne, Antonius Valerianus » (Tui amantissimus etsi indignus. Antonius Valerianus).
Valeriano, ainsi que d’autres élèves et anciens élèves du colegio, ont apporté leur collaboration aux franciscains pour la rédaction de textes religieux, de dictionnaires et d’autres textes tels que le Codex de Florence, ouvrage en douze volumes de « l'Histoire générale des choses de la Nouvelle-Espagne ».
Mariage
Il épouse Isabel Huanitzin, descendante de la lignée royale aztèque et sœur de l'historien Fernando Alvarado Tezozómoc. Il a eu des enfants, car en 1620 son petit-fils, Antonio Valeriano dit « le jeune » (en), devient à son tour gouverneur de Tenochtitlan.
Gouverneur
De 1573 à 1599, Valeriano fut gouverneur de la partie indigène de Mexico-Tenochtitlan, équivalent à l'actuel Azcapotzalco. Lors de son entrée en fonction en 1573, la population autochtone résidant dans la ville était toujours plus nombreuse que la population d’Espagnols, de métis ou de Noirs.
Il meurt en 1605 et il est enterré dans le couvent des franciscains de Mexico.

## LeNican mopohua

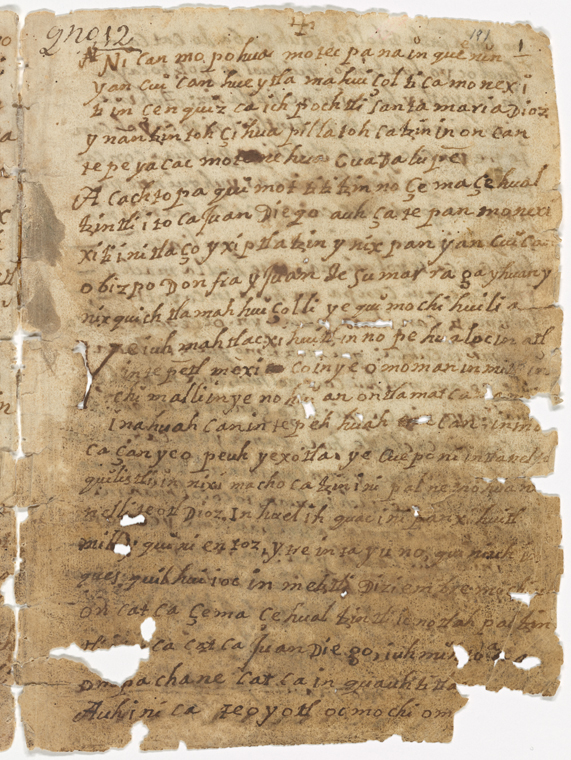
Copie (datée de 1556) du Nican mopohua, conservée à la bibliothèque de New-York.

La question de la paternité par Valeriano du texte en nahuatl connu sous le nom de Nican mopohua est devenue un sujet de controverse dans le long débat sur l'historicité des apparitions de la Vierge Marie (sous le titre Notre-Dame de Guadalupe) à Juan Diego en 1531. Le Nican mopohua a été publié en 1649 par Luis Lasso de la Vega dans une publication de textes composites connus par les premiers mots de l'ouvrage :  Huei tlamahuiçoltica. Dans la préface, l'auteur (Luis de la Vega), déclarant être l'auteur intégral de l'ouvrage (et donc du Nican Mopohua). L'attribution du Nican Mopohua à Valeriano (faite de longue date), est basée sur une tradition remontant aux Informations juridiques de 1666 (en) et aux affirmations de Luis Becerra Tanco puis de Don Carlos de Sigüenza y Góngora quant à la paternité de Valeriano et à sa connaissance des manuscrits (en nahuatl) qu'il a rédigés.
Certains ont suggéré que son contenu était incompatible avec une personne (telle que Valeriano) qui entretenait des liens étroits avec les franciscains, et d’autres ont suggéré que le Huei tlamahuiçoltica soit un travail unitaire qui (malgré les objections considérables suscitées contre une telle possibilité) aurait été écrit par de la Vega, avec l'aide d'un collaborateur. Néanmoins, le consensus général parmi les érudits mexicains (ecclésiastiques et laïcs) reste que Valeriano est bien l'auteur du Nican mopohua,,.

## Sources
- (en) Cet article est partiellement ou en totalité issu de l’article de Wikipédia en anglais intitulé « Antonio Valeriano » (voir la liste des auteurs).

- (es) Cet article est partiellement ou en totalité issu de l’article de Wikipédia en espagnol intitulé « Antonio Valeriano » (voir la liste des auteurs).